# Internazionali Femminili di Tennis di Palermo
Internazionali Femminili di Palermo — жіночій тенісний турнір, який проводився у Палермо, Італія від 1988 до 2013 року. В період з 1990 до 2000 року цей турнір мав IV категорію WTA і змагання проводилися на відкритих ґрунтових кортах. З 2001 по 2004 рік рівень турніру було знижено до V категорії, але з 2005 знов встановлено IV категорію. З 2009 — турнір міжнародної серії.
Турнір проводився до 2013 року, після чого її замінила турнір у Куала-Лумпурі.

## Загальна інформація
Сицилійський приз організовано напередодні сезону-1988 у рамках програми розвитку тенісу в країні. Протримавшись в календарі двадцять шість років як змагання базової категорії календаря WTA, жіночий чемпіонат в Палермо напередодні сезону 2014 на невизначений час призупинено через фінансові проблеми організаторів, а його місце в календарі зайняв турнір у Куала-Лумпурі. Турнір відновився в 2019 році.

## Переможниці та фіналістки
Найбільшу кількість титулів у Палермо завоювала іспанська тенісистка Анабель Медіна Гаррігес, яка п'ять разів перемагала на турнірі в одиночному розряді і один раз у парах. П'ять перемог на рахунку Сари Еррані (2 - в одиночному розряді). По три перемоги здобули Марі Пірс (дві в одиночному розряді і одну в парному), Карін Кшвендт (одну в одиночному і дві в парному розряді) і Жанетта Гусарова (всі три - в парах).

## Фінали

### Одиночний розряд
| Рік                        | Чемпіонка               | Фіналістка                 | Рахунок        |
| -------------------------- | ----------------------- | -------------------------- | -------------- |
| 1988                       | Карін Кшвендт           | Марція Гроссі              | 4–6, 6–0, 6–1  |
| 1989                       | Дженін Томпсон          | Лаура Голарса              | 6–2, 6–7, 6–4  |
| ↓ Турнір IV категорії ↓    |                         |                            |                |
| 1990                       | Ізабель Куето           | Барбара Паулюс             | 6–2, 6–3       |
| 1991                       | Марі П'єрс              | Сандра Чеккіні             | 6–0, 6–3       |
| 1992                       | Марі П'єрс              | Бренда Шульц               | 6–1, 6–7, 6–1  |
| 1993                       | Радка Бобкова           | Марі П'єрс                 | 6–3, 6–2       |
| 1994                       | Іріна Спирля            | Бренда Шульц               | 6–4, 1–6, 7–6  |
| 1995                       | Іріна Спирля            | Сабіне Гак                 | 7–6, 6–2       |
| 1996                       | Барбара Шетт            | Сабіне Гак                 | 6–3, 6–3       |
| 1997                       | Сандрін Тестю           | Олена Макарова             | 7–5, 6–3       |
| 1998                       | Патті Шнідер            | Барбара Шетт               | 6–1, 5–7, 6–2  |
| 1999                       | Анастасія Мискіна       | Анхелес Монтоліо           | 3–6, 7–64, 6–2 |
| 2000                       | Ганрієта Нагійова       | Павліна Нола               | 6-3, 7-5       |
| ↓ Турнір V категорії ↓     |                         |                            |                |
| 2001                       | Анабель Медіна Ґарріґес | Крістіна Торренс Валеро    | 6–4, 6–4       |
| 2002                       | Маріана Діас-Оліва      | Віра Звонарьова            | 6–76, 6–1, 6–3 |
| 2003                       | Дінара Сафіна           | Катарина Среботнік         | 6–3, 6–4       |
| 2004                       | Анабель Медіна Гаррігес | Флавія Пеннетта            | 6–4, 6–4       |
| ↓ Турнір IV категорії ↓    |                         |                            |                |
| 2005                       | Анабель Медіна Гаррігес | Клара Коукалова            | 6–4, 6–0       |
| 2006                       | Анабель Медіна Гаррігес | Татьяна Гарбін             | 6–4, 6–4       |
| 2007                       | Аґнеш Савай             | Мартіна Мюллер             | 6–0, 6–1       |
| 2008                       | Сара Еррані             | Марія Коритцева            | 6–2, 6–3       |
| ↓ Міжнародний турнір WTA ↓ |                         |                            |                |
| 2009                       | Флавія Пеннетта         | Сара Еррані                | 6–1, 6–2       |
| 2010                       | Кая Канепі              | Флавія Пеннетта            | 6–4, 6–3       |
| 2011                       | Анабель Медіна Гаррігес | Полона Герцог              | 6–3, 6–2       |
| 2012                       | Сара Еррані             | Барбора Заглавова-Стрицова | 6–1, 6–3       |
| 2013                       | Роберта Вінчі           | Сара Еррані                | 6–3, 3–6, 6–3  |
| 2014–18                    | Не проводився           | Не проводився              | Не проводився  |
| 2019                       | Джил Тайхманн           | Кікі Бертенс               | 7–6(7–3), 6–2  |
| 2020                       | Фіона Ферро             | Анетт Контавейт            | 6–2, 7–5       |
| 2021                       | Деніел Коллінз          | Елена-Габріела Русе        | 6–4, 6–2       |
| 2022                       | Ірина-Камелія Бегу      | Лучія Бронцетті            | 6–2, 6–2       |
| 2023                       | Чжен Ціньвень           | Жасмін Паоліні             | 6–4, 1–6, 6–1  |
| 2024                       | Чжен Ціньвень           | Кароліна Мухова            | 6–4, 4–6, 6–2  |

### Парний розряд
| Рік     | Чемпіонки                                         | Фіналістки                                         | Рахунок               |
| ------- | ------------------------------------------------- | -------------------------------------------------- | --------------------- |
| 1988    | Ханет Соуто Роза Б'єлса                           | Аллісон Купер Мері Норвуд                          | 6–3, 2–6, 7–5         |
| 1989    | Барбара Романо Марція Гроссі                      | Рейчел Макквіллан Крістін Редфорд                  | 6–3, 6–2              |
| 1990    | Лаура Гарроне Карін Кшвендт                       | Флоренція Лабат Барбара Романо                     | 6–2, 6–4              |
| 1991    | Марі П'єрс Петра Лангрова                         | Лаура Гарроне Мерседес Пас                         | 6–3, 6–7(5), 6–3      |
| 1992    | Геллі Кйоффі Марія Хосе Хайдано                   | Петра Лангрова Ана Сегура                          | 6–3, 4–6, 6–3         |
| 1993    | Карін Кшвендт Наталія Медведєва                   | Сільвія Фаріна Елія Бренда Шульц                   | 6–4, 7–6              |
| 1994    | Руксандра Драгомір Лаура Гарроне                  | Аліче Канепа Джулія Касоні                         | 6–1, 6–0              |
| 1995    | Радка Бобкова Петра Лангрова                      | Петра Шварц Катаріна Студенікова                   | 6–4, 6–1              |
| 1996    | Жанетт Гусарова Барбара Шетт                      | Флоренція Лабат Барбара Ріттнер                    | 7–6, 6–1              |
| 1997    | Сільвія Фаріна Елія Барбара Шетт                  | Флоренція Лабат Мерседес Пас                       | 2–6, 6–1, 6–4         |
| 1998    | Павліна Нола Елена Вагнер                         | Патті Шнідер Барбара Шетт                          | 6–4, 6–2              |
| 1999    | Тіна Кріжан Катарина Среботнік                    | Оса Свенссон Соня Джеясілан                        | 4–6, 6–3, 6–0         |
| 2000    | Сільвія Фаріна Елія Ріта Гранде                   | Руксандра Драгомір Вірхінія Руано Паскуаль         | 6–4, 0–6, 7–6         |
| 2001    | Татьяна Гарбін Жанетт Гусарова                    | Марія Хосе Мартінес Санчес Анабель Медіна Ґарріґес | 4–6, 6–2, 6–4         |
| 2002    | Євгенія Куликовська Катерина Сисоєва              | Любомира Бачева Ангеліка Реш                       | 6–4, 6–3              |
| 2003    | Адріана Серра Дзанетті Емілі Стеллато             | Марія Хосе Мартінес Санчес Арантча Парра Сантонха  | 6–4, 6–2              |
| 2004    | Анабель Медіна Ґарріґес Аранча Санчес Вікаріо     | Любомира Кургайцова Ганрієта Нагійова              | 6–3, 7–6(4)           |
| 2005    | Джулія Касоні Марія Коритцева                     | Клаудія Янс Аліція Росольська                      | 4–6, 6–3, 7–5         |
| 2006    | Жанетт Гусарова Міхаелла Крайчек                  | Аліче Канепа Джулія Габба                          | 6–0, 6–0              |
| 2007    | Марія Коритцева Дарія Кустова                     | Аліче Канепа Карін Кнапп                           | 6–4, 6–1              |
| 2008    | Сара Еррані Нурія Льягостера Вівес                | Алла Кудрявцева Анастасія Павлюченкова             | 2–6, 7–6(1), 10–4     |
| 2009    | Нурія Льягостера Вівес Марія Хосе Мартінес Санчес | Марія Коритцева Дарія Кустова                      | 6–1, 6–2              |
| 2010    | Альберта Бріянті Сара Еррані                      | Джилл Крейбас Юлія Ґерґес                          | 6–4, 6–1              |
| 2011    | Сара Еррані Роберта Вінчі                         | Андреа Главачкова Клара Закопалова                 | 7–5, 6–1              |
| 2012    | Рената Ворачова Барбора Заглавова-Стрицова        | Дарія Юрак Каталін Мароші                          | 7–6(7–5), 6–4         |
| 2013    | Крістіна Младенович Катаржина Пітер               | Кароліна Плішкова Крістина Плішкова                | 6–1, 5–7, [10–8]      |
| 2014–18 | Не проводився                                     | Не проводився                                      | Не проводився         |
| 2019    | Корнелія Лістер Рената Ворачова                   | Екатеріне Горгодзе Аранча Рус                      | 7–6(7–2), 6–2         |
| 2020    | Аранча Рус Тамара Зіданшек                        | Елізабетта Коччаретто Мартіна Тревізан             | 7–5, 7–5              |
| 2021    | Ерін Рутліфф Кімберлі Ціммерманн                  | Натела Дзаламідзе Камілла Рахімова                 | 7–6(7–5), 4–6, [10–4] |
| 2022    | Бондар Анна Кімберлі Ціммерманн (2)               | Аміна Аншба Панна Удварді                          | 6–3, 6–2              |
| 2023    | Яна Сізікова Кімберлі Ціммерманн (3)              | Анджеліка Морателлі Камілла Розателло              | 6–2, 6–4              |
| 2024    | Олександра Панова Яна Сізікова                    | Івонне Кавальє Реймерс Aurora Zantedeschi          | 4–6, 6–3, [10–5]      |